# Magnolia jigongshanensis
Magnolia jigongshanensis este o specie de plante din genul Magnolia, familia Magnoliaceae, descrisă de T.B.Chao, D.L.Fu și W.B.Sun. Conform Catalogue of Life specia Magnolia jigongshanensis nu are subspecii cunoscute.